# Underclass Hero
Underclass Hero — музичний альбом гурту Sum 41. Виданий у липні 2007 року лейблом Island Records. Загальна тривалість композицій становить 49:09. Альбом відносять до напрямків панк-рок і поп-панк.

## Список пісень
1. «Underclass Hero» — 3:14
2. «Walking Disaster» — 4:46
3. «Speak of the Devil» — 3:58
4. «Dear Father» — 3:52
5. «Count Your Last Blessings» — 3:03
6. «Ma Poubelle» — 0:55
7. «March of the Dogs» — 3:09
8. «The Jester» — 2:48
9. «With Me» — 4:51
10. «Pull the Curtain» — 4:18
11. «King of Contradiction» — 1:40
12. «Best of Me» — 4:25
13. «Confusion and Frustration in Modern Times» — 3:46
14. «So Long Goodbye» — 3:01
15. «Look at Me» (прихований трек) — 4:03 (починається з 2:00)